# CSI 7-League 2019
La CSI 7-League 2019 è la 3ª edizione del campionato nazionale minore di football a 7 organizzato dal CSI. Il campionato è iniziato il 27 ottobre 2019 ed è terminato il 26 gennaio 2020 con la disputa della finale.

## Squadre partecipanti
| Club                      | Città                     | Stadio                                             | Sponsor ufficiale | Risultato nella stagione 2018 |
| ------------------------- | ------------------------- | -------------------------------------------------- | ----------------- | ----------------------------- |
| 82'ers Napoli             | Napoli                    | Centro Sportivo Oasi                               |                   |                               |
| Bears Alessandria         | Alessandria               | C.S. Quartieruzzi                                  |                   |                               |
| Cocai Terraferma          | Spinea (VE)               | Campo Comunale Graspo D'Uva                        |                   |                               |
| Commandos Brianza         | Lecco                     | Stadio Don Masanti (Calco LC)                      |                   |                               |
| Eagles Salerno            | Salerno                   | Centro Sportivo De Gasperi                         |                   |                               |
| Goblins Lanciano          | Lanciano (CH)             | Campo Sportivo Tommaso Verí (San Vito Chietino CH) |                   |                               |
| Navy Seals Bari           | Bari                      | Stadio della Vittoria                              |                   |                               |
| Renegades Valle dell'Irno | Mercato San Severino (SA) | Campo Rugby Margiotta & Minelli                    |                   |                               |
| Spiders Salento           | Lecce                     | Campo Sportivo (Lequile LE)                        |                   |                               |
| Steel Bucks Caserta       | Caserta                   | Campo Comunale (Macerata Campania CE)              |                   |                               |
| Vikings Cavallermaggiore  | Cavallermaggiore (CN)     | Vecchio Comunale                                   |                   |                               |
| West Coast Raiders        | Pisa/Livorno              | Storms Field (Pisa)                                |                   |                               |
| Wildcats Cremona          | Cremona                   | Parrocchia Beata Vergine                           |                   |                               |

## Stagione regolare

### Calendario

#### 1ª giornata
| Ciorani 27 ottobre 2019, ore 14:00 CET | Renegades Valle dell'Irno | 40 – 32 | Goblins Lanciano | Campo Rugby Margiotta & Minelli |

#### 2ª giornata
| Pisa 3 novembre 2019, ore 14:00 CET | West Coast Raiders | 26 – 0 | Bears Alessandria | Storms Field |

#### 3ª giornata
| Calco 9 novembre 2019, ore 21:00 CET | Commandos Brianza | 2 – 46 | West Coast Raiders | Stadio Don Masanti |

| Cavallermaggiore 10 novembre 2019, ore 14:00 CET | Vikings Cavallermaggiore | 38 – 0 | Wildcats Cremona | Vecchio Comunale |

| Salerno 10 novembre 2019, ore 15:00 CET | Eagles Salerno | 24 – 12 | Steel Bucks Caserta | Centro Sportivo De Gasperi |

| San Vito Chietino 10 novembre 2019, ore 17:00 CET | Goblins Lanciano | 12 – 27 | 82'ers Napoli | Campo Sportivo Tommaso Verí |

#### 4ª giornata
| Napoli 17 novembre 2019, ore 16:00 CET | 82'ers Napoli | 37 – 24 | Renegades Valle dell'Irno | Centro Sportivo Oasi |

| Bari 17 novembre 2019, ore 14:00 CET | Navy Seals Bari | 14 – 27 | Spiders Salento | Stadio della Vittoria |

| Spinetta Marengo 17 novembre 2019, ore 14:00 CET | Bears Alessandria | 0 – 8 | Cocai Terraferma | C.S. Quartieruzzi |

| Cavallermaggiore 17 novembre 2019, ore 14:00 CET | Vikings Cavallermaggiore | 32 – 6 | Commandos Brianza | Vecchio Comunale |

#### 5ª giornata
| Salerno 24 novembre 2019, ore 15:00 CET | Eagles Salerno | 16 – 18 | Navy Seals Bari | Centro Sportivo De Gasperi |

| Macerata Campania 24 novembre 2019, ore 16:00 CET | Steel Bucks Caserta | 51 – 18 | Goblins Lanciano | Campo Comunale |

#### 6ª giornata
| Napoli 30 novembre 2019, ore 16:00 CET | 82'ers Napoli | 20 – 0 | Steel Bucks Caserta | Centro Sportivo Oasi |

| Calco 30 novembre 2019, ore 21:00 CET | Commandos Brianza | 19 – 12 | Bears Alessandria | Stadio Don Masanti |

| Ciorani 1º dicembre 2019, ore 14:00 CET | Renegades Valle dell'Irno | 15 – 27 | Spiders Salento | Campo Rugby Margiotta & Minelli |

| Cremona 1º dicembre 2019, ore 14:00 CET | Wildcats Cremona | 0 – 19 | Cocai Terraferma | Parrocchia Beata Vergine |

#### 7ª giornata
| Pisa 7 dicembre 2019, ore 14:00 CET | West Coast Raiders | 40 – 12 | Wildcats Cremona | Storms Field |

| Spinea 8 dicembre 2019, ore 15:00 CET | Cocai Terraferma | 0 – 39 | Vikings Cavallermaggiore | Campo Comunale Graspo D'Uva |

| Lequile 8 dicembre 2019, ore 15:00 CET | Spiders Salento | 21 – 0 (a tavolino) gara non disputata per mancato arrivo degli Eagles, dovuto a guasto dell'autobus. | Eagles Salerno | Campo Sportivo |

#### 8ª giornata
| Cremona 14 dicembre 2019, ore 14:00 CET | Wildcats Cremona | 44 – 19 | Commandos Brianza | Parrocchia Beata Vergine |

| Spinea 15 dicembre 2019, ore 15:00 CET | Cocai Terraferma | 14 – 12 | West Coast Raiders | Campo Comunale Graspo D'Uva |

| Macerata Campania 15 dicembre 2019, ore 16:00 CET | Steel Bucks Caserta | 21 – 33 | Navy Seals Bari | Campo Comunale |

| San Vito Chietino 15 dicembre 2019, ore 17:00 CET | Goblins Lanciano | 18 – 32 | Eagles Salerno | Campo Sportivo Tommaso Verí |

#### 9ª giornata
| Spinetta Marengo 22 dicembre 2019, ore 14:00 CET | Bears Alessandria | 0 – 60 | Vikings Cavallermaggiore | C.S. Quartieruzzi |

| Bari 22 dicembre 2020, ore 14:00 CET | Navy Seals Bari | 21 – 0 sospesa sul punteggio di 16-0 per i Navy Seals a 7:03 del secondo quarto per ritiro dal campo dei Renegades. | Renegades Valle dell'Irno | Stadio della Vittoria |

| Lequile 22 dicembre 2019, ore 15:00 CET | Spiders Salento | 40 – 35 | 82'ers Napoli | Campo Sportivo |

### Classifiche
Le classifiche della stagione regolare sono le seguenti:
- PCT = percentuale di vittorie, G = partite giocate, V = partite vinte, P = partite perse, PF = punti fatti, PS = punti subiti
- La qualificazione alla finale è indicata in verde

#### Girone Nord
| Pos. | Squadra                  | PCT   | G | V | P | PF  | PS  |
| ---- | ------------------------ | ----- | - | - | - | --- | --- |
| 1    | Vikings Cavallermaggiore | 1.000 | 4 | 4 | 0 | 169 | 6   |
| 2    | Cocai Terraferma         | .750  | 4 | 3 | 1 | 41  | 51  |
| 3    | West Coast Raiders       | .750  | 4 | 3 | 1 | 124 | 28  |
| 4    | Wildcats Cremona         | .250  | 4 | 1 | 3 | 56  | 116 |
| 5    | Commandos Brianza        | .250  | 4 | 1 | 3 | 46  | 134 |
| 6    | Bears Alessandria        | .000  | 4 | 0 | 4 | 12  | 113 |

#### Girone Sud
| Pos. | Squadra                   | PCT   | G | V | P | PF  | PS  |
| ---- | ------------------------- | ----- | - | - | - | --- | --- |
| 1    | Spiders Salento           | 1.000 | 4 | 4 | 0 | 115 | 64  |
| 2    | 82'ers Napoli             | .750  | 4 | 3 | 1 | 119 | 76  |
| 3    | Navy Seals Bari           | .750  | 4 | 3 | 1 | 86  | 64  |
| 4    | Eagles Salerno            | .500  | 4 | 2 | 2 | 72  | 69  |
| 5    | Renegades Valle dell'Irno | .250  | 4 | 1 | 3 | 79  | 117 |
| 6    | Steel Bucks Caserta       | .250  | 4 | 1 | 3 | 84  | 95  |
| 7    | Goblins Lanciano          | .000  | 4 | 0 | 4 | 80  | 150 |

## Playoff

### Tabellone
|  | Wild Card | Wild Card        | Wild Card |  |  | Semifinali | Semifinali               | Semifinali |  |  | III Finale      | III Finale               | III Finale      |
|  |           |                  |           |  |  |            |                          |            |  |  |                 |                          |                 |
|  |           |                  |           |  |  | 1N         | Vikings Cavallermaggiore | 39         |  |  |                 |                          |                 |
|  | 2N        | Cocai Terraferma | 12        |  |  | 4N         | Wildcats Cremona         | 0          |  |  |                 |                          |                 |
|  | 3N        | Wildcats Cremona | 13        |  |  |            |                          |            |  |  | 1N              | Vikings Cavallermaggiore | 72              |
|  |           |                  |           |  |  |            |                          |            |  |  | 1S              | Spiders Salento          | 18              |
|  |           |                  |           |  |  | 1S         | Spiders Salento          | 44         |  |  |                 |                          |                 |
|  | 2S        | 82'ers Napoli    | 24        |  |  | 3S         | Navy Seals Bari          | 20         |  |  | Finale 3° posto | Finale 3° posto          | Finale 3° posto |
|  | 3S        | Navy Seals Bari  | 30        |  |  |            |                          |            |  |  | 4N              | Wildcats Cremona         | 0               |
|  |           |                  |           |  |  |            |                          |            |  |  | 3S              | Navy Seals Bari          | 51              |

### Wild Card
| Napoli 11 gennaio 2020, ore 17:00 | 82'ers Napoli | 24 – 30 | Navy Seals Bari | Centro Sportivo Oasi |

| Spinea 12 gennaio 2020, ore 15:00 | Cocai Terraferma | 12 – 13 | Wildcats Cremona | Campo Comunale Graspo D'Uva |

### Semifinali
| Cavallermaggiore 19 gennaio 2020, ore 14:00 | Vikings Cavallermaggiore | 39 – 0 | Wildcats Cremona | Vecchio Comunale |

| Lequile 19 gennaio 2020, ore 15:00 | Spiders Salento | 44 – 20 | Navy Seals Bari | Campo Sportivo |

### Finale 3º - 4º posto
| Firenze 26 gennaio 2020, ore 13:00 | Wildcats Cremona | 0 – 51 | Navy Seals Bari | Guelfi Sport Center |

### III Finale
| Firenze 26 gennaio 2020, ore 16:00 | Vikings Cavallermaggiore | 72 – 18 | Spiders Salento | Guelfi Sport Center |

## Verdetti
- Vikings Cavallermaggiore Campioni CSI 7-League 2019.